# 南田中
南田中（みなみたなか）は、東京都練馬区の町名。住居表示実施済み地区であり、現行行政地名は南田中一丁目から南田中五丁目。

## 地理

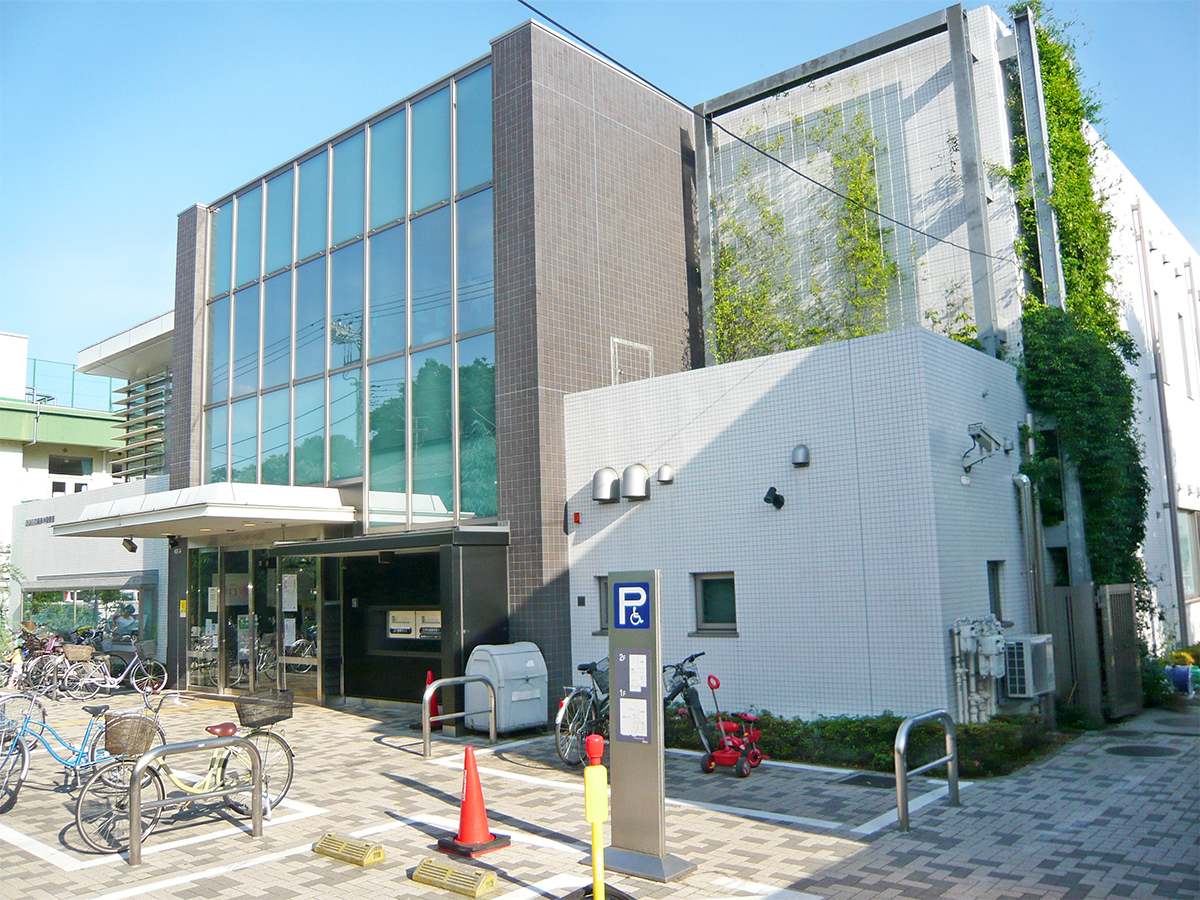
区立南田中図書館

練馬区の南中部に位置し、北は石神井川を境に練馬区石神井町と高野台、東は同富士見台、南は杉並区井草、西は練馬区下石神井に接している。石神井川が流れるほか、都立石神井公園や西武池袋線石神井公園駅（所在地は共に石神井町）、練馬高野台駅（所在地高野台）も近い。
地域内は、環八通り、笹目通り沿いに家電量販店などのロードサイド店舗が見られるほかは、多くが閑静な住宅街となっている。北部の石神井川沿いに南田中団地があり、川沿いはまたソメイヨシノの名所として知られる。同団地は石神井川より北は石神井町に所在する。南部にはかつて育英工業高等専門学校（現サレジオ工業高等専門学校）があったが、2005年（平成17年）に東京都町田市に移転した。

### 地価
住宅地の地価は、2025年（令和7年）1月1日の公示地価によれば、南田中3-23-4の地点で44万9000円/m2、南田中4-20-16の地点で39万7000円/m2となっている。

### 面積
南田中の丁目ごとの面積は以下の通りである。
| 丁目         | 面積（km2） |
| ------------ | ----------- |
| 南田中一丁目 | 0.174       |
| 南田中二丁目 | 0.171       |
| 南田中三丁目 | 0.189       |
| 南田中四丁目 | 0.201       |
| 南田中五丁目 | 0.193       |
| 計           | 0.928       |

## 歴史

### 沿革
- 江戸時代は武蔵国豊島郡田中村。現在の南田中の位置を本村とし、その北方に飛地として、田中村の村民が開墾した新田（田中新田）があった。[6]
- 1889年（明治22年） - 東京府北豊島郡石神井村田中となる。[6]
- 1932年（昭和7年） - 旧本村が東京府東京市板橋区石神井南田中町に、旧田中新田が板橋区石神井北田中町となる。[6]
- 1949年（昭和24年） - 石神井南田中町が東京都練馬区南田中町に、石神井北田中町が練馬区北田中町となる。[6]
- 1971年（昭和46年） - 住居表示の実施により、北田中町が東京都練馬区三原台となる。[6]
- 1973年（昭和48年） - 住居表示の実施により、南田中町が東京都練馬区南田中となる。[6]

## 世帯数と人口
2025年（令和7年）4月1日現在（練馬区発表）の世帯数と人口は以下の通りである。
| 丁目         | 世帯数    | 人口     |
| ------------ | --------- | -------- |
| 南田中一丁目 | 1,266世帯 | 2,494人  |
| 南田中二丁目 | 997世帯   | 1,913人  |
| 南田中三丁目 | 1,473世帯 | 2,627人  |
| 南田中四丁目 | 1,609世帯 | 3,132人  |
| 南田中五丁目 | 1,329世帯 | 2,273人  |
| 計           | 6,674世帯 | 12,439人 |

### 人口の変遷
国勢調査による人口の推移。
| 年                 | 人口   |
| ------------------ | ------ |
| 1995年（平成7年）  | 10,680 |
| 2000年（平成12年） | 10,721 |
| 2005年（平成17年） | 11,216 |
| 2010年（平成22年） | 11,793 |
| 2015年（平成27年） | 12,129 |
| 2020年（令和2年）  | 12,462 |

### 世帯数の変遷
国勢調査による世帯数の推移。
| 年                 | 世帯数 |
| ------------------ | ------ |
| 1995年（平成7年）  | 4,456  |
| 2000年（平成12年） | 4,734  |
| 2005年（平成17年） | 5,106  |
| 2010年（平成22年） | 5,733  |
| 2015年（平成27年） | 5,790  |
| 2020年（令和2年）  | 6,254  |

## 学区
区立小・中学校に通う場合、学区は以下の通りとなる（2022年7月現在）。
| 丁目         | 番地 | 小学校                 | 中学校               |
| ------------ | ---- | ---------------------- | -------------------- |
| 南田中一丁目 | 全域 | 練馬区立南が丘小学校   | 練馬区立南が丘中学校 |
| 南田中二丁目 | 全域 | 練馬区立南が丘小学校   | 練馬区立南が丘中学校 |
| 南田中三丁目 | 全域 | 練馬区立石神井東小学校 | 練馬区立南が丘中学校 |
| 南田中四丁目 | 全域 | 練馬区立南田中小学校   | 練馬区立南が丘中学校 |
| 南田中五丁目 | 全域 | 練馬区立南田中小学校   | 練馬区立南が丘中学校 |

## 交通

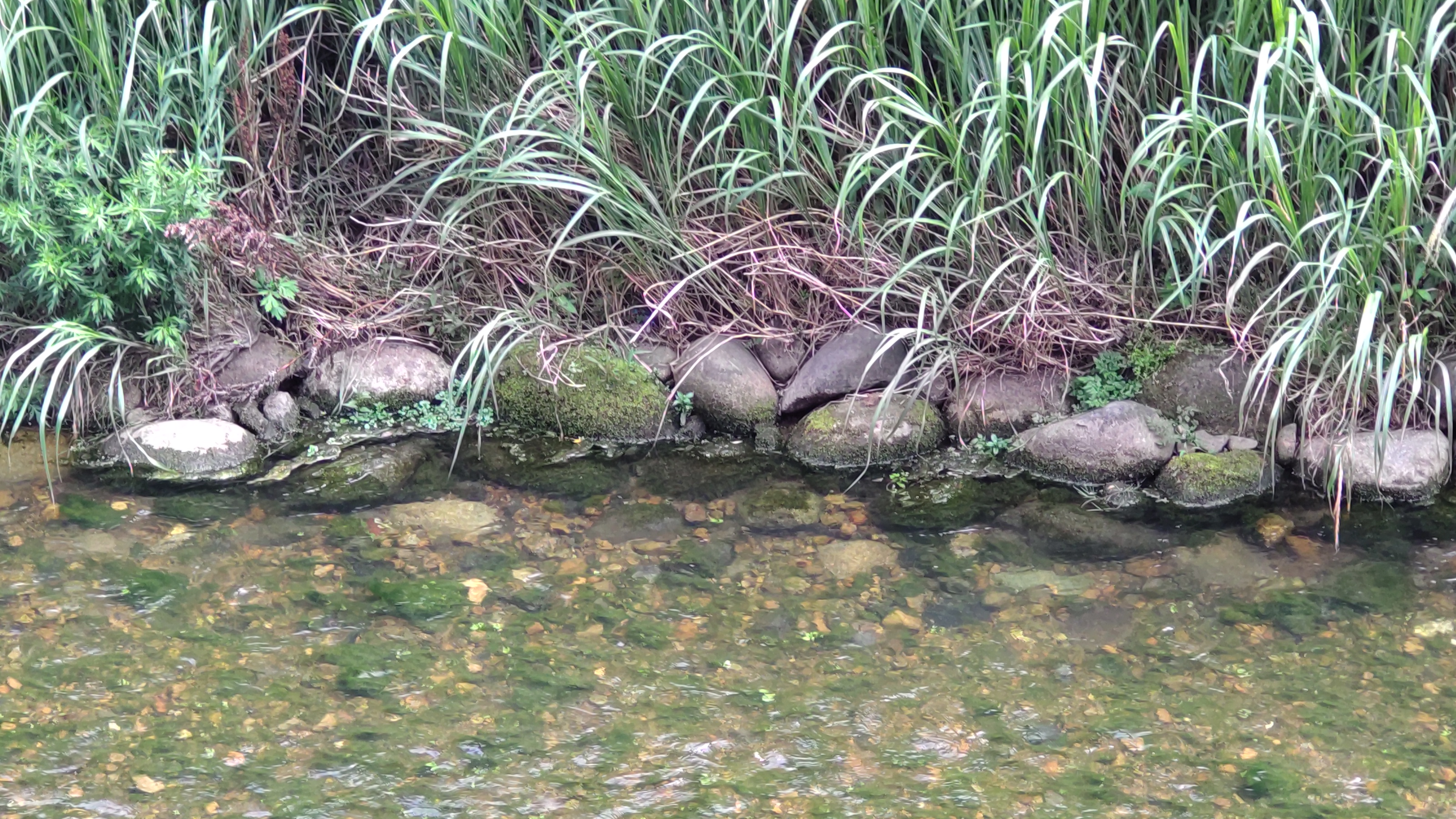
丸石が置かれた石神井川（南田中団地近く）

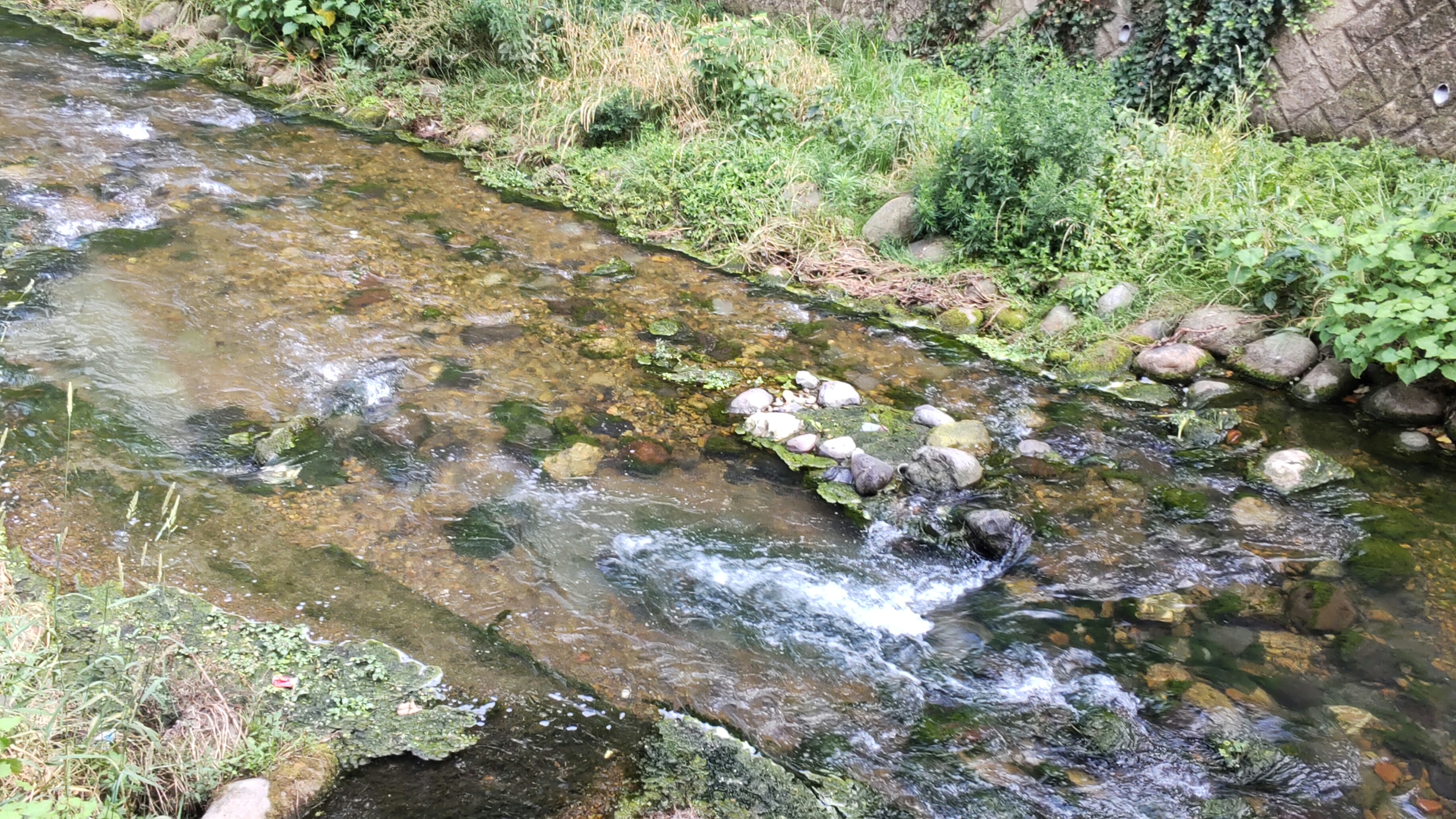
白波が立つ「石神井川」（南田中団地近く）

### 鉄道
| 隣接地域で利用可能駅                                   | バス利用で利用可能駅 |
| ------------------------------------------------------ | --- |
| 西武池袋線 - 練馬高野台駅(SI 10) - 石神井公園駅(SI 10) | 西武新宿線 - 下井草駅(SS 10) - 井荻駅(SS 11) JR中央線 JR中央・総武線各駅停車 東京メトロ丸ノ内線 - 荻窪駅(JC 09)(JB 04)(M 01) JR中央線 JR中央・総武線各駅停車 - 阿佐ケ谷駅(JC 08)(JB 05) |

- エイトライナー ｰｰｰ 同地区を対象とした路線構想

### 道路
町域の中央部を環八通りと笹目通りが南北（Y字）に縦貫していて、少し南の環八南田中交差点で合流する。なお、環八の南田中区域内に井荻トンネルと練馬トンネルがある。この他、地域の南部を千川通り（暗渠化された千川上水）が東西に横断している。地域の南西部が旧早稲田通り（かつての所沢道）と接している。
| - 環八通り - 笹目通り | - 千川通り - 旧早稲田通り |

河川と橋梁
北側の町境にある石神井川は、河道の拡幅と緩傾斜護岸化され、川面近くまで下りて行ける。また煉瓦調の遊歩道が整備され、南田中の区間（山下橋から練馬高野台駅）はソメイヨシノの桜並木として知られる。川の中も置き石などで人工的な流れや早瀬の白波がつくられている。同川に架かる橋梁は以下の通り。
| - 山下橋 - 和田前歩道橋 - 南田中橋 - 平成みあい橋 | - 長光寺橋（東京都道443号南田中町旭町線、笹目通り）- かつて近くに長光寺があった。 - 長光寺歩道橋 - 薬師堂橋 - 西武池袋線 |

また、南田中4丁目には、過去には石神井川の支流貫井川が通っており、現在は暗渠化された跡が水路敷遊歩道として存在する
交差点
地域内で名称のある交差点は以下の通り。
| - 山下橋 - 下石神井三丁目 - 南田中四丁目 | - 観蔵院入口 - 環八南田中 - 練馬高野台入口 |

### バス
地域内を運行するのは西武バスと関東バス。町域内に西武バス練馬営業所があり、バス停名は「南田中車庫」となっている。
地域内のバス停名は以下の通り。
| - 南田中四 - 南田中五 - 南田中 | - 南田中車庫 - 八成橋東 - 八成橋 | - 喜楽沼（かつて釣り堀が近くにあった） - 下石神井一 - 下石神井坂下 |

## 事業所
2021年（令和3年）現在の経済センサス調査による事業所数と従業員数は以下の通りである。
| 丁目         | 事業所数  | 従業員数 |
| ------------ | --------- | -------- |
| 南田中一丁目 | 47事業所  | 419人    |
| 南田中二丁目 | 32事業所  | 555人    |
| 南田中三丁目 | 57事業所  | 625人    |
| 南田中四丁目 | 59事業所  | 400人    |
| 南田中五丁目 | 48事業所  | 438人    |
| 計           | 243事業所 | 2,437人  |

### 事業者数の変遷
経済センサスによる事業所数の推移。
| 年                 | 事業者数 |
| ------------------ | -------- |
| 2016年（平成28年） | 225      |
| 2021年（令和3年）  | 243      |

### 従業員数の変遷
経済センサスによる従業員数の推移。
| 年                 | 従業員数 |
| ------------------ | -------- |
| 2016年（平成28年） | 2,154    |
| 2021年（令和3年）  | 2,437    |

## 施設
教育
- 練馬区立南田中小学校
- 練馬区立石神井東小学校
- 練馬区立南が丘小学校
- 練馬区立南が丘中学校

公共

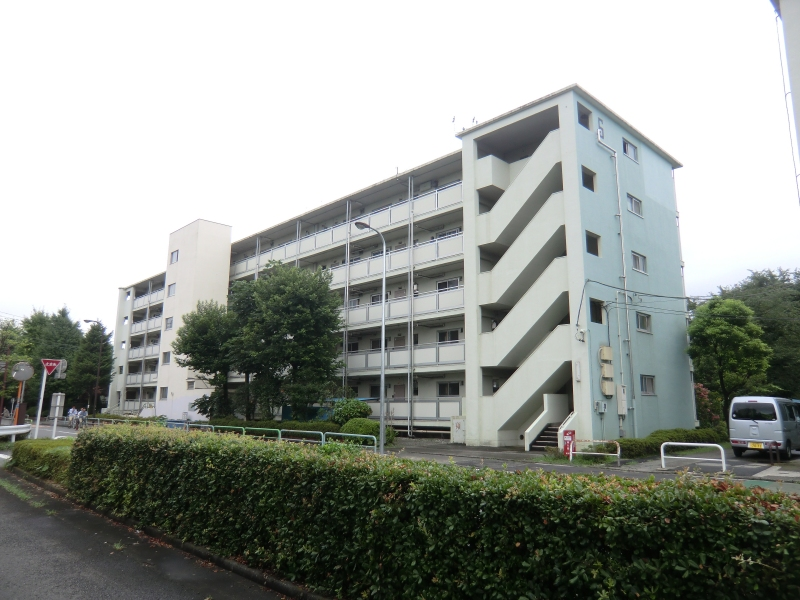
南田中アパート

- 練馬区立南田中図書館（2009年5月1日開館）
- 練馬区立南田中児童館
- 練馬区立南田中敬老館
- 南田中地域集会所
- 都営南田中アパート（1〜28号棟）- 石神井川の北（29～51号棟）は石神井町にある。

公園･緑地
| - 南田中いちょう並木緑地 - 南田中さくら緑地 - 長光寺橋緑地 - 薬師堂憩いの森 - おくらやま憩いの森 | - おくらやま西緑地 - おくらやまの森緑地 - やまびこ児童遊園 - 南田中四丁目緑地 - 南が丘児童遊園 | - 南田中憩いの森 - 塚越の森緑地 - 南田中稲荷憩いの森（保護樹林） - 南田中公園 |

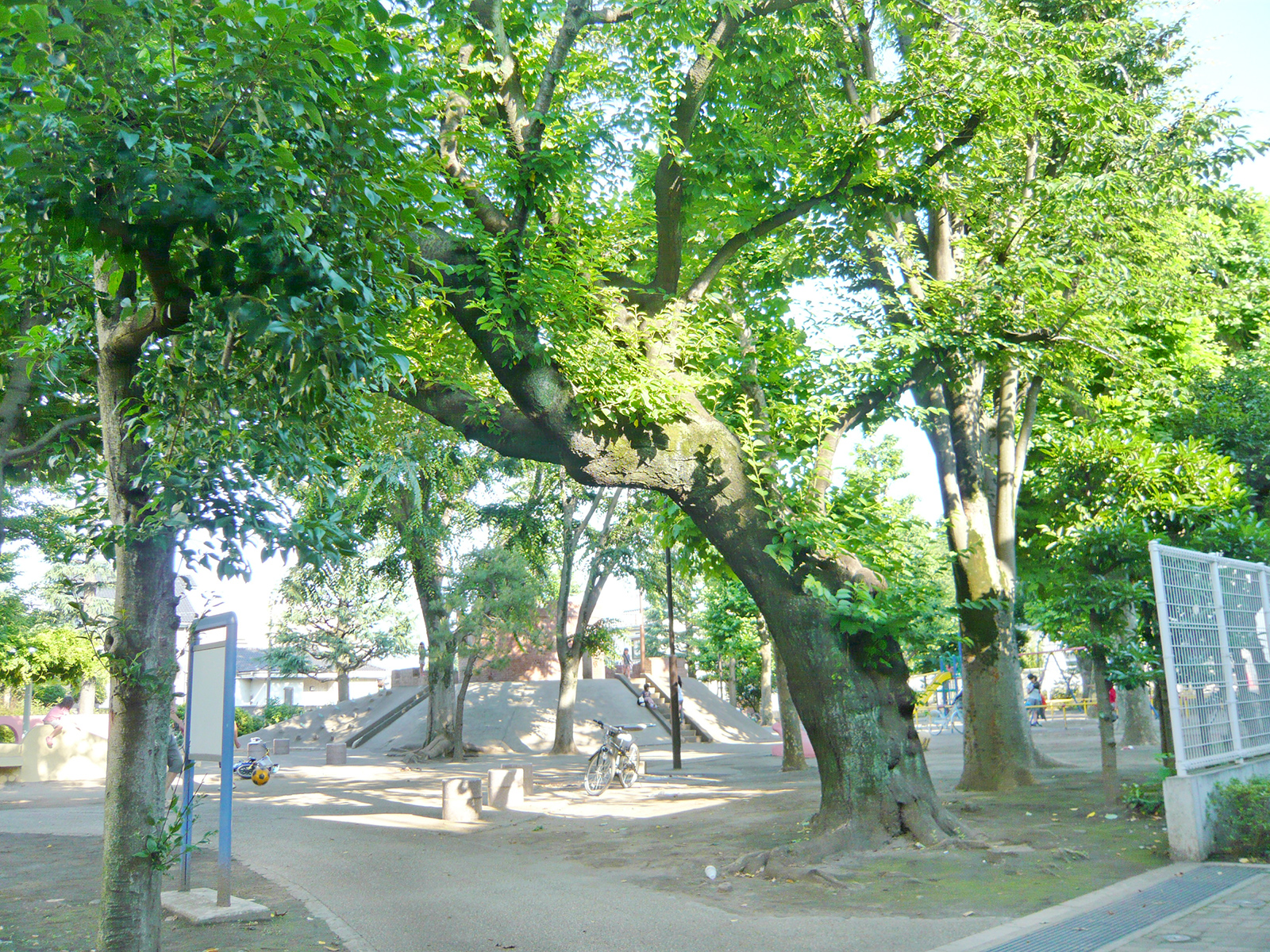
南田中公園

- 元締山の森緑地 - かつて材木を石神井川に流していた元締問屋があったことから、元締山の森緑地として整備された[17]。因みに1950年（昭和25）～1978年（昭和53年）まで同緑地の横に「積田牧場」があった[17]。

社寺
- 南田中稲荷天祖神社
- 観蔵院 - 真言宗智山派
- 十善戒寺 - 真言宗東寺派

商業
- 西武バス練馬営業所（南田中車庫）
- ヤマダデンキ テックランド練馬本店
- 快活CLUB 練馬笹目通り店（ネットカフェ）

## その他

### 日本郵便
- 郵便番号 : 177-0035[3]（集配局 : 石神井郵便局[18]）。